# Longitarsus idilphilus
Longitarsus idilphilus es un coleóptero de la familia Chrysomelidae. Fue descrita científicamente en 1984 por Biondi.